# العلاقات الأردنية المغربية
العلاقات الأردنية المغربية هي العلاقات الثنائية التي تجمع بين الأردن والمغرب.

## مقارنة بين البلدين
هذه مقارنة عامة ومرجعية للدولتين:
| وجه المقارنة                                              | الأردن                   | المغرب                                 |
| --------------------------------------------------------- | ------------------------ | -------------------------------------- |
| المساحة (كم2)                                             | 89.34 ألف                | 710.85 ألف                             |
| عدد السكان (نسمة)                                         | 9.81 مليون               | 36.07 مليون                            |
| الكثافة السكانية (ن./كم²)                                 | 109.81                   | 50.74                                  |
| العاصمة                                                   | عمان                     | الرباط                                 |
| اللغة الرسمية                                             | اللغة العربية            | اللغة العربية، أمازيغية معيارية مغربية |
| العملة                                                    | دينار أردني              | درهم مغربي                             |
| الناتج المحلي الإجمالي (بليون دولار)                      | 40.07 مليار              | 109.14 مليار                           |
| الناتج المحلي الإجمالي (تعادل القوة الشرائية) بليون دولار | 82.80 مليار              | 274.06 مليار                           |
| الناتج المحلي الإجمالي الاسمي للفرد دولار أمريكي          | 4.94 ألف                 | 2.88 ألف                               |
| الناتج المحلي الإجمالي للفرد دولار أمريكي                 | 12.05 ألف                | 7.49 ألف                               |
| مؤشر التنمية البشرية                                      | 0.748                    | 0.628                                  |
| رمز المكالمات الدولي                                      | +962                     | +212                                   |
| رمز الإنترنت                                              | .jo                      | .ma                                    |
| المنطقة الزمنية                                           | ت ع م+02:00، ت ع م+03:00 | ت ع م+01:00                            |

## مدن متوأمة
في ما يلي قائمة باتفاقيات التوأمة بين مدن أردنية ومغربية:
- ترتبط عمان مع الرباط باتفاقية توأمة منذ 1994.[14][15][14][15]

## منظمات دولية مشتركة
يشترك البلدان في عضوية مجموعة من المنظمات الدولية، منها:
| علم المنظمة | اسم المنظمة                                 | تاريخ انضمام الأردن | تاريخ انضمام المغرب |
| ----------- | ------------------------------------------- | ------------------- | ------------------- |
|             | وكالة ضمان الاستثمار متعدد الأطراف          | 12 أبريل 1988       | 17 سبتمبر 1992      |
|             | منظمة التعاون الإسلامي                      | ?                   | 25 سبتمبر 1969      |
|             | منظمة الشرطة الجنائية الدولية               | ?                   | ?                   |
|             | منظمة حظر الأسلحة الكيميائية                | ?                   | ?                   |
|             | المصرف العربي للتنمية الاقتصادية في أفريقيا | ?                   | ?                   |
|             | منظمة التجارة العالمية                      | ?                   | 1995                |
|             | الأمم المتحدة                               | 14 ديسمبر 1955      | 12 نوفمبر 1956      |
|             | صندوق النقد العربي                          | ?                   | ?                   |
|             | مؤسسة التمويل الدولية                       | 20 يوليو 1956       | 30 أغسطس 1962       |
|             | يونسكو                                      | 14 يونيو 1950       | 7 نوفمبر 1956       |
|             | مؤسسة التنمية الدولية                       | 4 أكتوبر 1960       | 29 ديسمبر 1960      |
|             | الاتحاد الدولي للاتصالات                    | 20 مايو 1947        | 1 نوفمبر 1956       |
|             | الصندوق العربي للإنماء الاقتصادي والاجتماعي | ?                   | ?                   |
|             | جامعة الدول العربية                         | 25 مايو 1946        | 1 أكتوبر 1958       |
|             | البنك الدولي للإنشاء والتعمير               | 29 أغسطس 1952       | 25 أبريل 1958       |
|             | المركز الدولي لتسوية المنازعات الاستشارية   | 29 نوفمبر 1972      | 10 يونيو 1967       |
|             | الاتحاد البريدي العالمي                     | ?                   | ?                   |

## وصلات خارجية
- موقع وزارة الخارجية الأردنية
- موقع وزارة الخارجية المغربية